# St. Cäcilia (Wenholthausen)

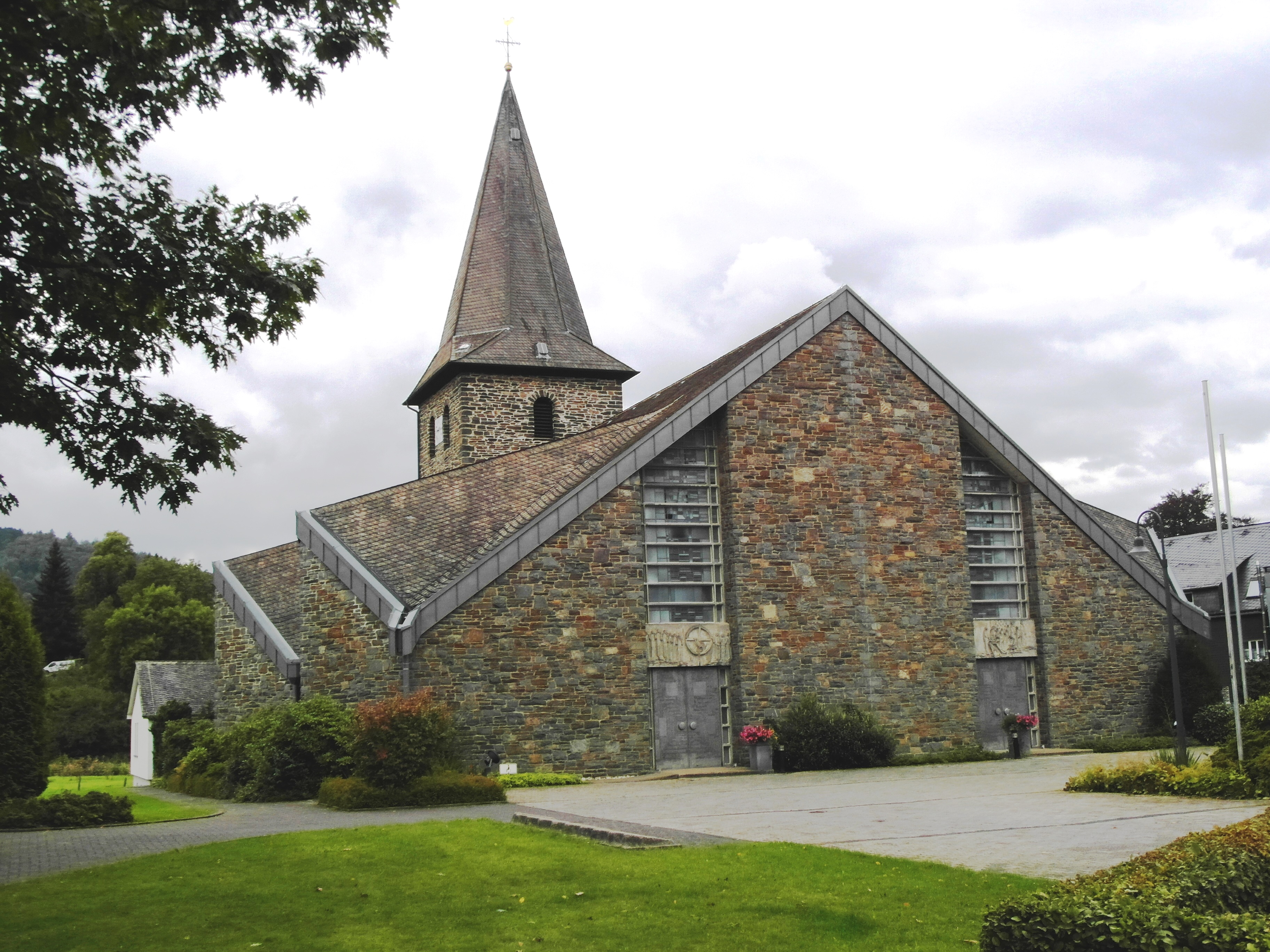
Außenansicht St. Cäcilia

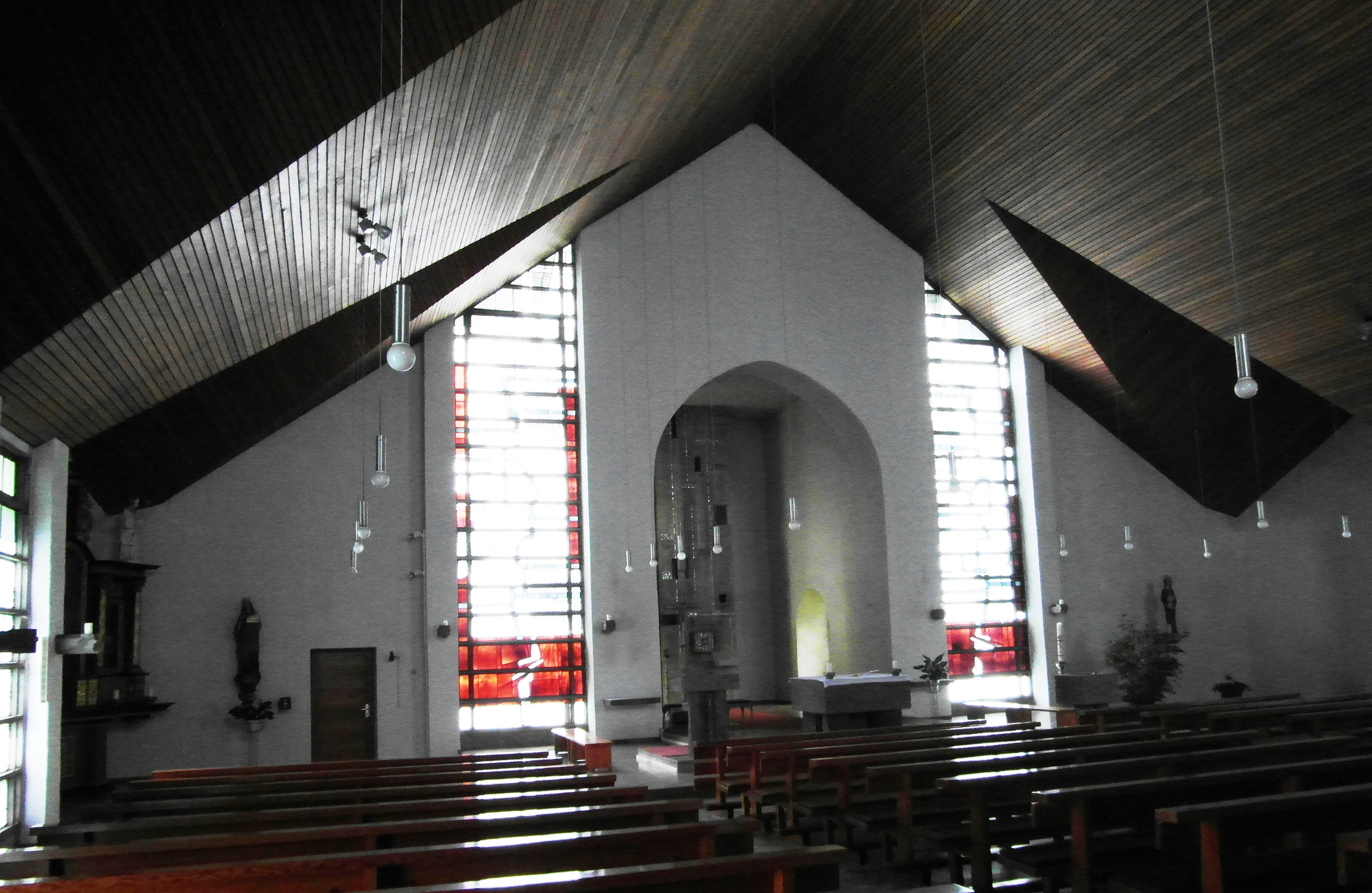
St. Cäcilia Chor- und Altarraum

Die römisch-katholische Pfarrkirche St. Cäcilia ist ein ortsbildprägendes Kirchengebäude in Wenholthausen, einem Ortsteil von Eslohe im Hochsauerlandkreis (Nordrhein-Westfalen). Die Gemeinde gehört zum Pastoralverbund Esloher Land. im Dekanat Hochsauerland Mitte, im Erzbistum Paderborn.

## Geschichte und Architektur
Vor der Steinkirche des 13. Jahrhunderts existierte schon eine Kirche aus Holz, die möglicherweise in der Zeit Karls des Großen gebaut wurde. In einer Urkunde aus dem Jahr 1288 wurde der Priester Godefriedus als Pastor in Wenholthausen erwähnt, Godefriedus trat als Zeuge bei einem Grundstücksgeschäft auf.
Die romanische Hallenkirche wurde im 13. Jahrhundert errichtet. In einem Bittgesuch an den Kurfürsten in Köln wurde 1669 der Kirchturm als baufällig bezeichnet, allerdings wurde er wohl nicht instand gesetzt. Auch im Jahr 1815 war der Turm noch marode, die hessische Landesregierung forderte die Kirchengemeinde auf, Abhilfe zu schaffen. Die zwei Glocken wurden abgebaut und in einem Apfelbaum in der Nähe aufgehängt. Der Turm wurde 1817 durch einen Blitzschlag zerstört und 1819 abgerissen. 1824 wurde ein Fachwerkgebäude für die Orgel und die Glocken gebaut, das 1885 nach Osten und Westen erweitert und um den heute noch stehenden Turm ergänzt wurde. Josef Buchkremer wurde 1927 mit Erweiterungsplanungen beauftragt. Die beschädigten Gewölbe und ein Pfeiler wurden 1950 vollständig erneuert. Die romanischen Umfassungsmauern sollten bei den ursprünglichen Planungen erhalten werden, 1969 wurde ein Abriss und vollkommener Neubau beschlossen, der Turm sollte erhalten bleiben, er steht hinter dem Altar in der Raumachse und wird derzeit als Sakramentskapelle genutzt; er ist an beiden Seiten von Fensterbahnen eingefasst. Der Turm wirkt wie ein separates Bauteil.
Der neue Kirchenraum wurde von 1970 bis 1971 nach Plänen des Architekten Josef Reuter jun. gebaut. Die Außenwände bestehen aus je drei nach außen vorstehenden Konchen. Die mittleren Konchen sind etwas tiefer, sie nehmen die Beichtstühle auf. Das Mauerwerk der Konchen ist nicht gegliedert. Zwischen den Konchen wurden bodentiefe verglaste Flächen eingebaut, die bis zur Traufe reichen. Die zu Giebeln aufgemauerten Wände ergeben kleine Zwerchdächer, diese münden in das Satteldach des großen Raumes. Das Gebäude ist mit Werkstein verblendet, die Dachflächen sind verschiefert. Es passt sich in seiner Gestaltung an den Turm an. Die figürlichen Portalsteine der Portale sind Arbeiten des Bildhauers Hubert Janning. Im Innenraum folgt die hölzerne Verschalung der gefalteten Decke der äußeren Form des Daches. An der Rückseite des Raumes befindet sich eine Empore, auf der die Orgel steht. Zwischen den beiden Windfängen unter der Empore wurde ein Betwinkel eingerichtet. Das Mauerwerk des Altarbereiches ist weiß verputzt. Der Altarbereich und der übrige Raum sind durch einen hohen Rundbogen getrennt. Der Altarraum ist um zwei Stufen erhöht. Das Gestühl ist in vier Blöcken nebeneinander angeordnet. Die farbig verglasten Fensterbahnen wurden nach Entwürfen der Glaskünstlerin Heilmann-Besch gefertigt.

## Ausstattung
- Die Glocke von 1449 wurde von einem Albertus aus Eversberg gegossen, die Marienglocke wurde 1670 gegossen und musste während des Ersten Weltkrieges für kriegswichtige Zwecke abgegeben werden. Eine neue Glocke wurde 1925 angeschafft.[6]
- Der hohe Tabernakelschrein hat die Form einer freien geometrischen Komposition, er wurde von Hubert Janning geschaffen.[7]
- Die sonstige liturgische Ausstattung ist schlicht gehalten.

## Pfarrbeschreibung
Für die Gemeinde ist die Pfarrbeschreibung von Wenholthausen überliefert. Sie wurde von einem Pfarrer Dornseiffer aus Eslohe geschrieben. In der ersten Abteilung werden die Namen und Reihenfolge der Pastöre zu Wenholthausen seit dem 15. Jahrhundert festgehalten, in der zweiten Abteilung sind die Lehrer und Küster erwähnt, es folgt die Nennung und ein kurzer Abriss zur Geschichte der Mädchenschule in Wenholthausen. Die dritte Abteilung nennt im Kriege gefallene Soldaten seit dem 17. Jahrhundert. In der Abteilung vier werden sonstige kirchliche Nachrichten abgehandelt. Die fünfte Abteilung erwähnt Allerlei aus der Dorfgeschichte.